# Mașina de bani
Money Monster (titlul în română Mașina de bani) este un film american de genul thriller lansat în 2016, regizat de Jodie Foster după un scenariu de Alan Di Fiore, Jim Kouf și Jamie Linden.  George Clooney (care a și co-produs) are rolul lui Lee Gates, o personalitate TV care acordă sfaturi spectatorilor în domeniul comerțului și despre Wall Street, și care este interogat forțat de Kyle Budwell (Jack O'Connell), un spectator falit și nervos care și-a pierdut banii în urma unui sfat dat anterior de Gates; din distribuție mai fac parte Julia Roberts, Giancarlo Esposito, Dominic West și Caitriona Balfe.
Filmările au început pe 27 februarie 2015 în New York City. Filmul a fost lansat de Sony Pictures Entertainment prin TriStar Pictures pe 13 mai 2016. A primit recenzii mixte din partea criticilor și a avut încasări de peste 93 milioane de dolari.

## Sinopsis
Prezentatorul flamboaiant și expertul financiar Lee Gates este în mijlocul emisiunii moderate de el, Money Monster. Cu mai puțin de 24 de ore în urmă, acțiunile companiei IBIS Clear Capital s-au prăbușit inexplicabil, aparent din cauza unei erori în algoritmul de trading, lucru ce a costat investitorii 800 milioane de dolari. Lee plănuise să îl aibă invitat în studio pe CEO-ul IBIS, Walt Camby, pentru a discuta despre această prăbușire, dar Camby pleacă pe neașteptate într-o călătorie de afaceri la Geneva.
În mijlocul emisiunii, un agent de livrări intră pe platou, scoate un pistol și îl ia ostatic pe Lee, forțându-l să îmbrace o vestă cu explozibili. Agentul este Kyle Budwell, care a investit 60.000 de dolari—economiile sale de o viață—în IBIS după ce Lee i-a făcut reclamă companiei în emisiunea sa. Kyle a fost ulterior eliminat din schemă împreună cu ceilalți investitori. Dacă nu primește niște răspunsuri, el îl va arunca în aer pe Lee, după care se va sinucide. După ce poliția este anunțată, aceștia descoperă că receptorul vestei este localizat deasupra rinichiului lui Lee. Singura cale de a distruge receptorul—și odată cu asta, pârghia de reușită a lui Kyle—este de a-l împușca pe Lee și de a spera că va supraviețui.
Cu ajutorul regizoarei de emisie, Patty Fenn, Lee încearcă să-l calmeze pe Kyle și să dea de Camby, cu toate că Kyle nu este mulțumit atunci când atât Lee cât și purtătorul de cuvânt al IBIS, Diane Lester, se oferă să-i compenseze pierderile. El nu este mulțumit nici de insistența lui Diane cum că algoritmul este de vină. La rându-i, nici Diane nu este mulțumită de acest răspuns și decide să sfideze conduita și îl contactează pe cel care a creat algoritmul. Acesta se află în Seul și insistă că algoritmul nu poate fi dezechilibrat decât dacă cineva a umblat la el.
Lee apelează la spectatori pentru ajutor, căutând să recupereze investiția pierdută, dar aceștia îl refuză. Poliția din New York City o găsește pe prietena însărcinată a lui Kyle și îi permit să vorbească cu Kyle printr-un apel video. Când află că el a pierdut totul, ea îl ceartă violent, după care poliția încheie apelul. Lui Lee începe să-i pară rău de Kyle și decide să îl ajute pe agresorul său să afle care a fost problema.
Odată ce Camby se întoarce, Diane se uită în pașaportul său și descoperă că el a călătorit la Johannesburg, nu la Geneva. Cu acest indiciu, dar și cu mesajele din telefonul lui Camby, Patty și echipa Money Monster încearcă să contacteze un grup de hackeri islandezi pentru a afla adevărul. După ce un lunetist îl ratează pe Lee, el și Kyle decid să îl înconjoare pe Camby la Memorialul Național al Sălii Federale, acolo unde Camby se îndreaptă, conform lui Diane. Pleacă împreună cu un cameraman al emisiunii, iar pe drum sunt înconjurați de poliție și grupuri de fani și huiduitori. Kyle trage din greșeală și îl rănește pe producătorul Ron Sprecher atunci când acesta îi aruncă lui Lee o cască nouă. Kyle și Lee îl confruntă pe Camby cu dovezile video primite de la grupul de hackeri.
Din dovezi se poate vedea cum Camby a mituit un sindicat de mineri din Africa de Sud, plănuind ca IBIS să investească 800 milioane de dolari într-o mină de platină în timp ce minerii erau în grevă. Greva a făcut ca acțiunile minei să se prăbușească, permițându-i lui Camby să o cumpere la un preț mic. Dacă planul lui Camby ar fi avut succes, IBIS ar fi generat un profit de miliarde de dolari atunci când minerii ar fi reînceput munca și acțiunile minei ar fi crescut din nou. Problema a apărut în momentul în care sindicatul a decis să continue protestele. Camby a încercat să mituiască liderul sindicatului pentru a opri greva, dar acesta a refuzat și a continuat greva, cauzând acțiunile IBIS să se prăbușească complet.
În ciuda dovezilor, Camby refuză să își recunoască vina. Kyle ia vesta cu explozibili de pe Lee și o pune pe Camby. Acesta își recunoaște acum vina în fața lui Kyle și în fața camerei ce transmite totul în direct. Mulțumit de scuză, Kyle aruncă detonatorul, dar apoi, spre tristețea lui Lee, este împușcat fatal de poliție. Ulterior, Comisia Americană de Securitate în Comerț anunță că IBIS va fi pusă sub investigație, iar Camby este acuzat de încălcarea prevederilor din Legea Practicilor Corupte Externe.

## Distribuție
- George Clooney în rolul lui Lee Gates
- Julia Roberts în rolul lui Patty Fenn
- Jack O'Connell în rolul lui Kyle Budwell
- Dominic West în rolul lui Walt Camby
- Caitriona Balfe în rolul Dianei Lester
- Giancarlo Esposito în rolul căpitanului Marcus Powell
- Christopher Denham în rolul lui Ron Sprecher
- Lenny Venito în rolul lui Lenny (Cameramanul)
- Chris Bauer în rolul locotenentului Nelson
- Dennis Boutsikaris în rolul CFO-ului IBIS, Avery Goodloe
- Emily Meade în rolul lui Molly
- Makhaola Ndebele în rolul lui Moshe Mambo
- Condola Rashād în rolul lui Bree (Asistenta)
- Aaron Yoo în rolul lui Won Joon
- Olivia Luccardi în rolul Arlenei
- John Ventimiglia în rolul Liderului Echipei A
- Grant Rosenmeyer în rolul lui Dave
- Greta Lee în rolul lui Amy
- Cenk Uygur în rol propriu[5][6]

## Producție

### Dezvoltare
Proiectul Money Monster a fost pentru prima oară anunțat de Deadline pe 7 februarie 2012, atunci când Daniel Dubiecki și-a fondat propria companie de producție cinematografică, The Allegiance Theater. Acesta a fost primul film produs de companie. IM Global a venit cu finanțarea, iar Dubiecki și Stuart Ford au produs filmul.
Alan Di Fiore și Jim Kouf au scris scenariul. Pe 11 octombrie 2012, a fost anunțat că Jodie Foster va regiza filmul. Lara Alameddine a fost unul dintre producători.  Povestea a fost schimbată de la scenariul inițial, în care erau incluse eroarea pieței bursiere și prăbușirea companiei Cynk Technologies.
Pe 25 iulie 2014, TriStar Pictures a câștigat drepturile de a finanța și a lansa filmul, a cărui ultimă versiune de scenariu a fost scrisă de Jamie Linden. Clooney și Grant Heslov au fost producătorii din partea companiei Smoke House Pictures.

### Casting
Pe 8 mai 2014, a fost anunțat că George Clooney a fost alegerea regizoarei Foster pentru rolul personalității TV, Lee Gates, dar înțelegerea nu era încă făcută. Implicarea lui Clooney a fost confirmată în luna iulie 2014. Jack O'Connell și Julia Roberts au primit rolurile pe 14 noiembrie 2014 de a juca alături de Clooney în film. Caitriona Balfe s-a alăturat distribuției pe 29 ianuarie 2015, pentru a o juca pe purtătoarea de cuvânt a companiei în speță. Dominic West a semnat pe 25 februarie 2015 pentru a-l juca pe CEO-ul companiei. Christopher Denham s-a alăturat distribuției pe 4 martie 2015, primind rolul lui Ron, producătorul emisiunii.

### Filmări
În octombrie 2012, filmările erau programate să înceapă la începutul anului 2013. În iulie 2014, a fost anunțat că producția va începe după ce Clooney va termina de filmat la pelicula fraților Coen, Hail, Caesar!. Filmările au început pe 27 februarie 2015 în New York City.
Clooney a fost observat pe 1 martie intrând la Studiourile Kaufman din Astoria, NYC pentru filmări. Pe 8 aprilie, au fost desfășurate filmări pe Wall Street, în Financial District din Manhattan, filmări ce s-au desfășurat pe parcursul a 15 zile. A fost turnată o secvență și la Memorialul Național al Sălii Federale. Anumite refilmări au avut loc la mijlocul lunii ianuarie 2016 în New York City pe William Street și Broad Street.

## Lansare
În august 2015, Sony Pictures Entertainment a programat lansarea filmului pentru 8 aprilie 2016. Filmul a fost ulterior amânat pentru 13 mai 2016. Money Monster a avut premiera la Cannes pe 12 mai 2016, acolo unde au participat și anumiți actori din distribuție.

## Primire

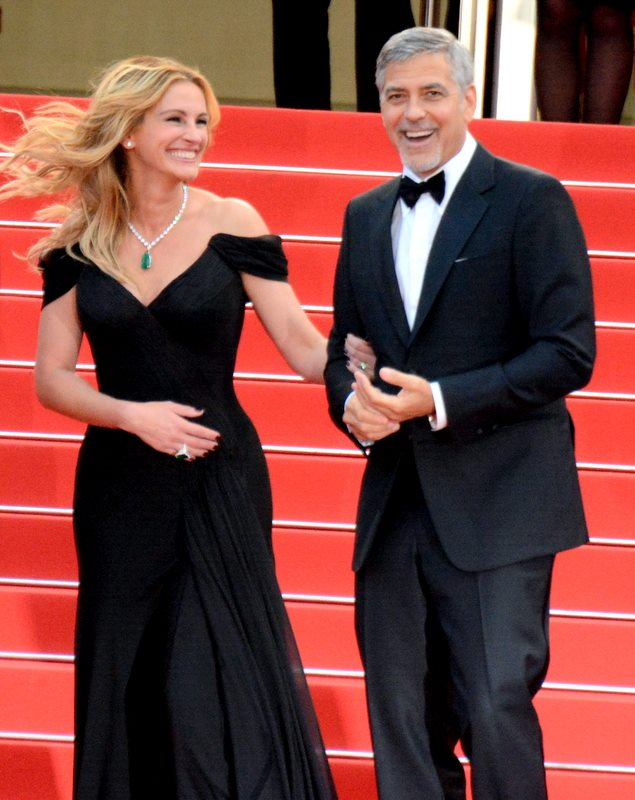
Julia Roberts și George Clooney la premiera filmului de la Festivalul Internațional de Film de la Cannes.

### Încasări
Money Monster a încasat 41 milioane $ în Statele Unite și Canda, și 52,3 milioane $ în restul teritoriilor, pentru un box office global de 93,3 milioane $. Bugetul net de producție a fost de 27 milioane $.
În America de Nord, a fost prognozat că filmul va încasa 10–12 milioane $ de la 3.104 de cinematografe în weekendul de deschidere. Filmul a câștigat 600.000 de dolari după avanpremierele de joi și 5 milioane $ în prima zi. A ajuns să câștige 14,8 milioane $ în weekendul de deschidere, întrecând așteptările și terminând pe locul 3 în ierarhia box office, după Căpitanul America: Război civil (72,6 milioane $) și Cartea Junglei ($17.1 million). A scăzut cu 53%, la 7 milioane $ în al doilea weekend, terminând pe locul 6.

### Reacția criticilor
Money Monster a fost întâmpinat cu recenzii mixte din partea criticilor. În aprilie 2018, filmul avea un rating de 57% pe Rotten Tomatoes bazat pe 255 de recenzii, iar recenzia de pe site notează: "Distribuția puternică și povestea solidă a lui Money Monster comprimă un curent oportun de nervi socioeconomici, care este destul de puternic să evite o abordare vagă a tematicilor respective." Pe Metacritic, filmul are un scor de 55 din 100, bazat pe 44 de recenzii, indicând "recenzii mixte sau mediocre". Audiențele de pe CinemaScore i-au acordat filmului nota "B+" pe o scală de la A+ la F, în timp ce comScore raportează un rating pozitiv de 81%, în timp ce 56% dintre spectatori ar recomanda cu siguranță filmul.
Performanța lui Clooney a fost lăudată de critici. A.O. Scott de la The New York Times a spus "calitatea jocului actoricesc îmbunătățește credibilitatea poveștii, dar îi scoate în evidență verigile slabe". Christy Lemire de la RogerEbert.com, într-o recenzie mixtă, a lăudat "carisma enormă" a lui Clooney, dar a criticat filmul "care se încheie fără a fi la fel de captivant sau provocator precum premisa sa". Chris Hewitt de la Empire a lăudat și el filmul.
Anumiți recenzenți au lăudat atmosfera de suspans. Sandra Hall de la The Sydney Morning Herald a lăudat filmul, în special regia și abilitatea lui Foster de a "ține lucurile în mișcare". Richard Brody de la The New Yorker a scris că Foster "menține acțiunea puternică și suspansul la cote mari", dar a scris că filmul este "acaparat de senzaționalismul impersonal și agresiv care îl ridiculizează".
Anumiți recenzenți au criticat scenariul. Wendy Ide de la The Guardian i-a acordat filmului o recenzie negativă, scriind că filmului îi lipsesc "nervii autentici" din filme precum Brokerii apocalipsei și "precizia de lunetist" din filme precum Rețeaua, și criticând "lipsa totală de sinceritate" a lui Clooney. Peter Travers de la Rolling Stone a spus că scenariului îi lipsește "substratul emoțional" dar compensează prin distribuția "fastuoasă". Într-o recenzie mixtă, Robbie Collin de la The Telegraph a numit filmul "un thriller cu ostatici răgușit care se eschivează de la sentimentul de împlinire", concluzionând cu "în momentele culminante, fanfara și nervii lui Money Monster te țin captivat". Josh Lasser de la IGN a criticat amestecul de comedie cu dramă al filmului, spunând că tranzițiile sunt "prea rapide și scot audiența din drama în desfășurare".